# Collin Mitchell
Collin Mitchell (* 23. September 1969 in Freeport, Grand Bahama) ist ein kanadischer Curler. 
Sein internationales Debüt hatte Mitchell bei den XVIII. Olympischen Winterspielen in Nagano im Curling als Second, nachdem die Mannschaft, in der er als Second spielte, 1997 die kanadischen Olympic Curling Trails gewann. Die Mannschaft gewann die olympische Silbermedaille nach einer 3:9-Niederlage im Finale gegen die Schweiz um Skip Patrick Hürlimann.

## Erfolge
- 2. Platz Olympische Winterspiele 1998